# Българско физико-математическо дружество
Българско физико-математическо дружество е професионална организация, съществувала в 2 периода в София.
Първоначално е основана през февруари 1898 г. Съществува до 1950 г., когато е закрита. През 1960 г. Дружеството се възстановява и организира секции във всички окръжни градове.
Могат да се набележат 5 различни исторически периода на развитие на дружеството:
- Физико-математическо дружество в София (1898 – 1934);
- Българско физико-математическо дружество (1934 – 1950);
- Физико-математическо дружество (1950 – 1971);
- През 1971 г. се разделя на Дружество на физиците и Българско математическо дружество, което е преименувано през 1977 г. на Съюз на математиците в България[1]
- На 25 ноември 1989 г. Дружеството на физиците в НР България се реорганизира в Съюз на физиците в България (СФБ) – юридическо лице с нестопанска цел[2].